# Gelehrtenplatz

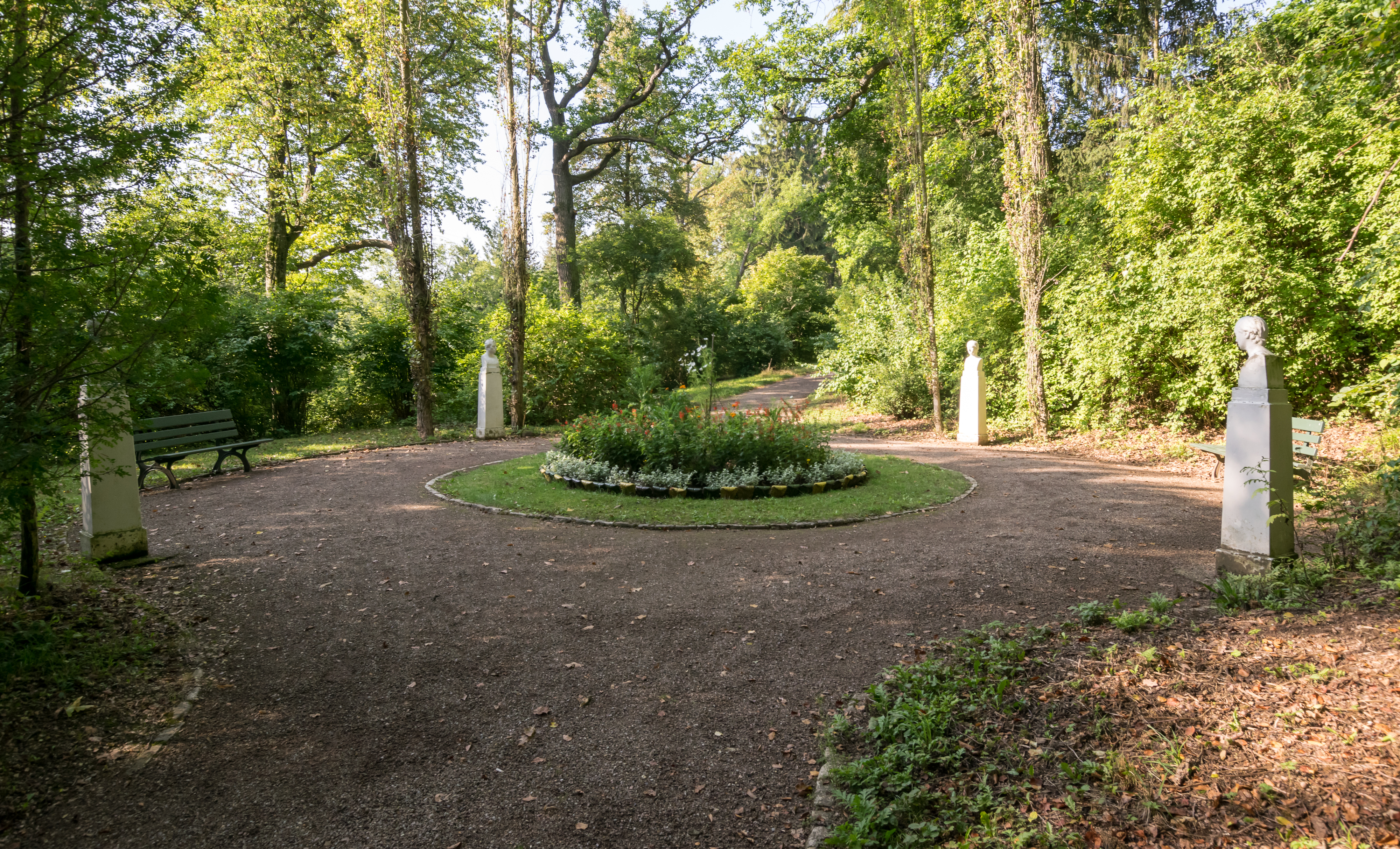
Viergelehrtenplatz

Der Gelehrtenplatz oder Viergelehrtenplatz ist eine Anlage im Schlosspark des Belvedere in Weimar. Dort stehen Kopien der Porträts von Goethe, Schiller, Wieland und Herder, die im Original von Martin Gottlieb Klauer bzw. im Falle des Porträts Schillers von Ludwig Klauer geschaffen wurden.
Die Anlage des Gelehrtenplatzes ist um das Jahr 1818 entstanden. Die Initiative hierzu kam von der Großfürstin Maria Pawlowna. Die Porträts des Gelehrtenplatzes waren aus gebranntem Ton. Die Porträts wurden 1978 durch Kopien ersetzt. Diese sind aus Betonguss. Zwei Bänke laden zum Verweilen ein. In der Mitte der kreisrunden Anlage befindet sich eine Rabatte.
Der Gelehrtenplatz steht auf der Liste der Kulturdenkmale in Ehringsdorf und auf der Liste der Kulturdenkmale in Weimar (Ortsteile).

## Porträts

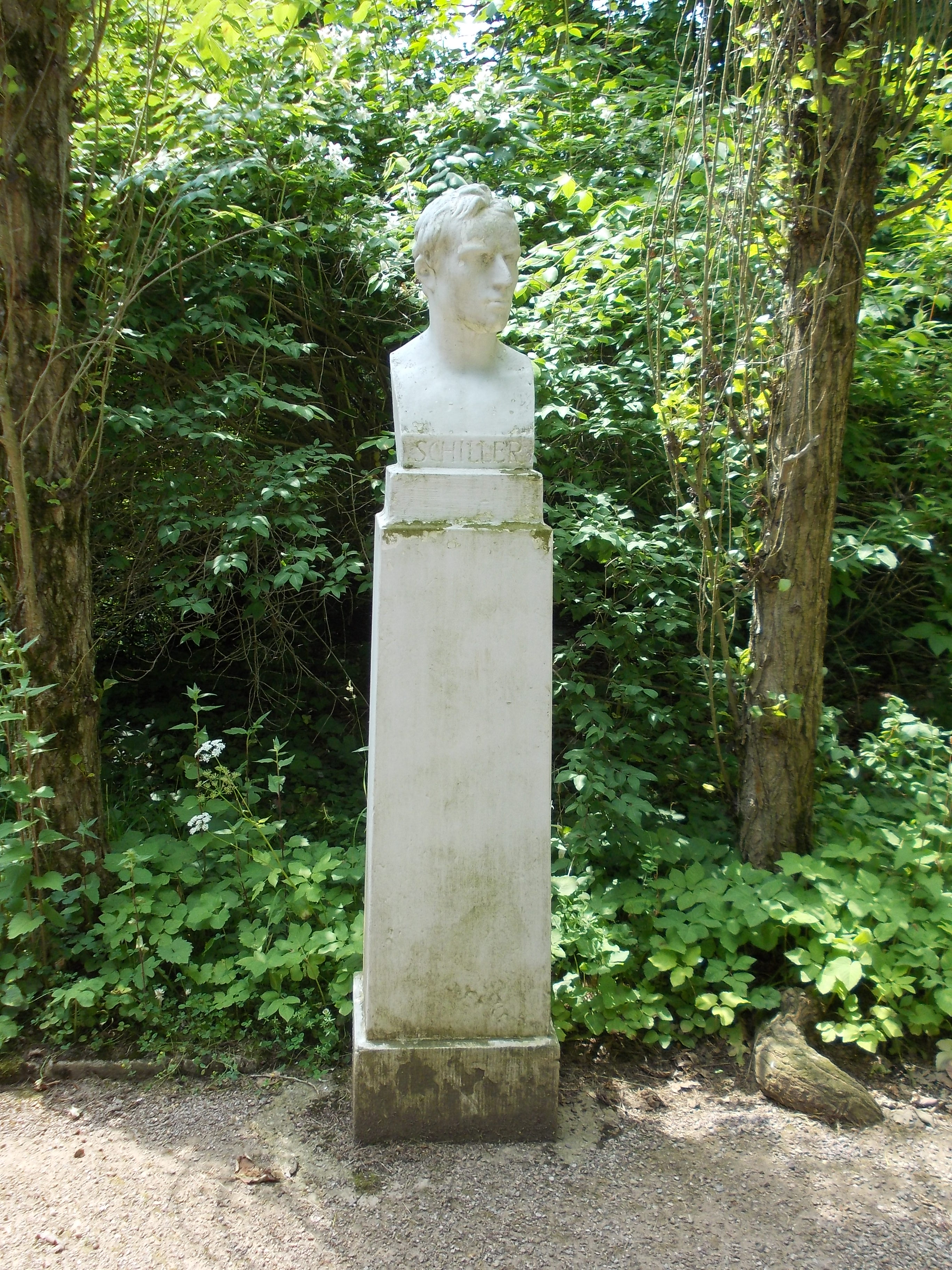
Herme von Schiller
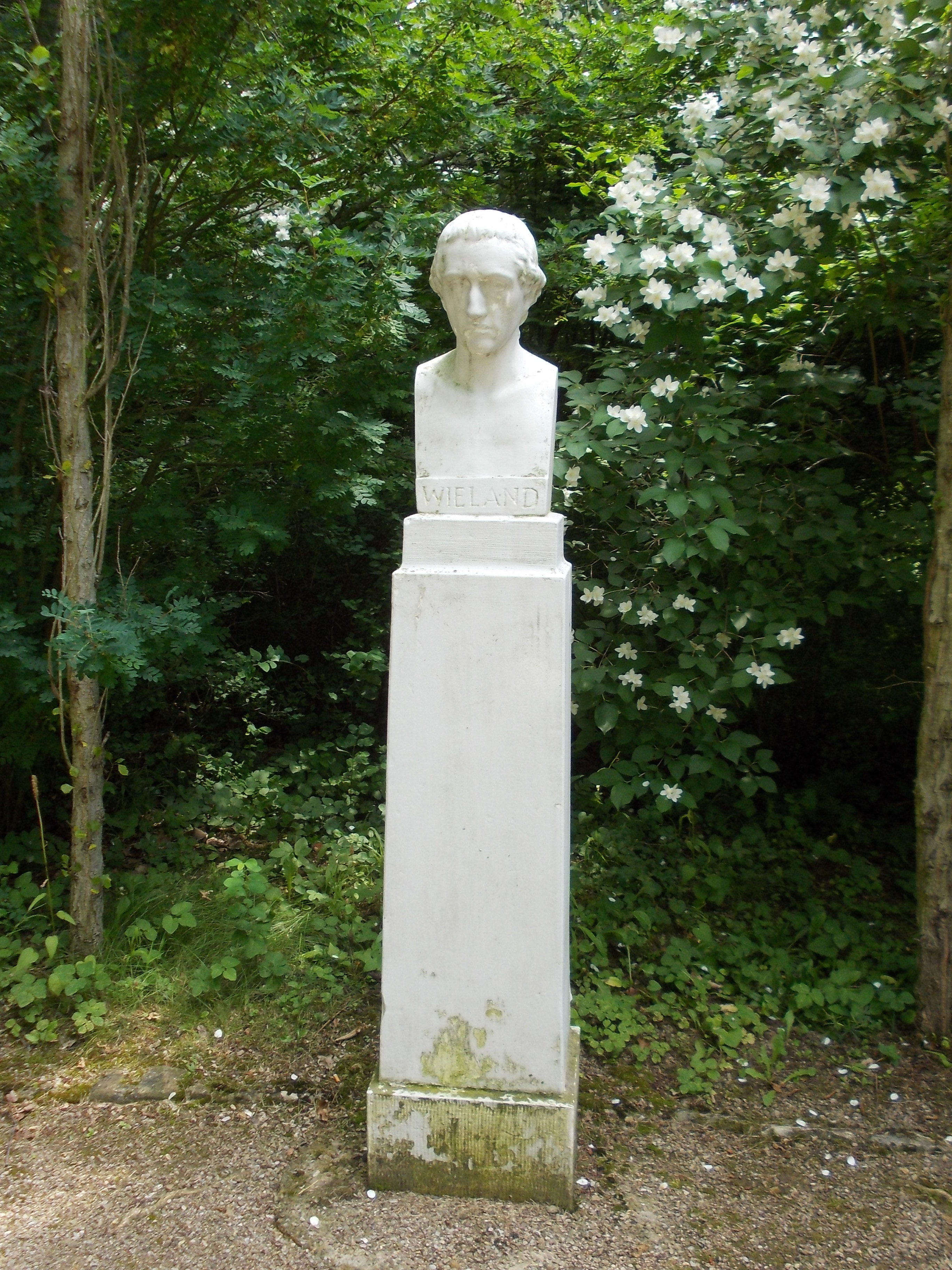
Herme von Wieland
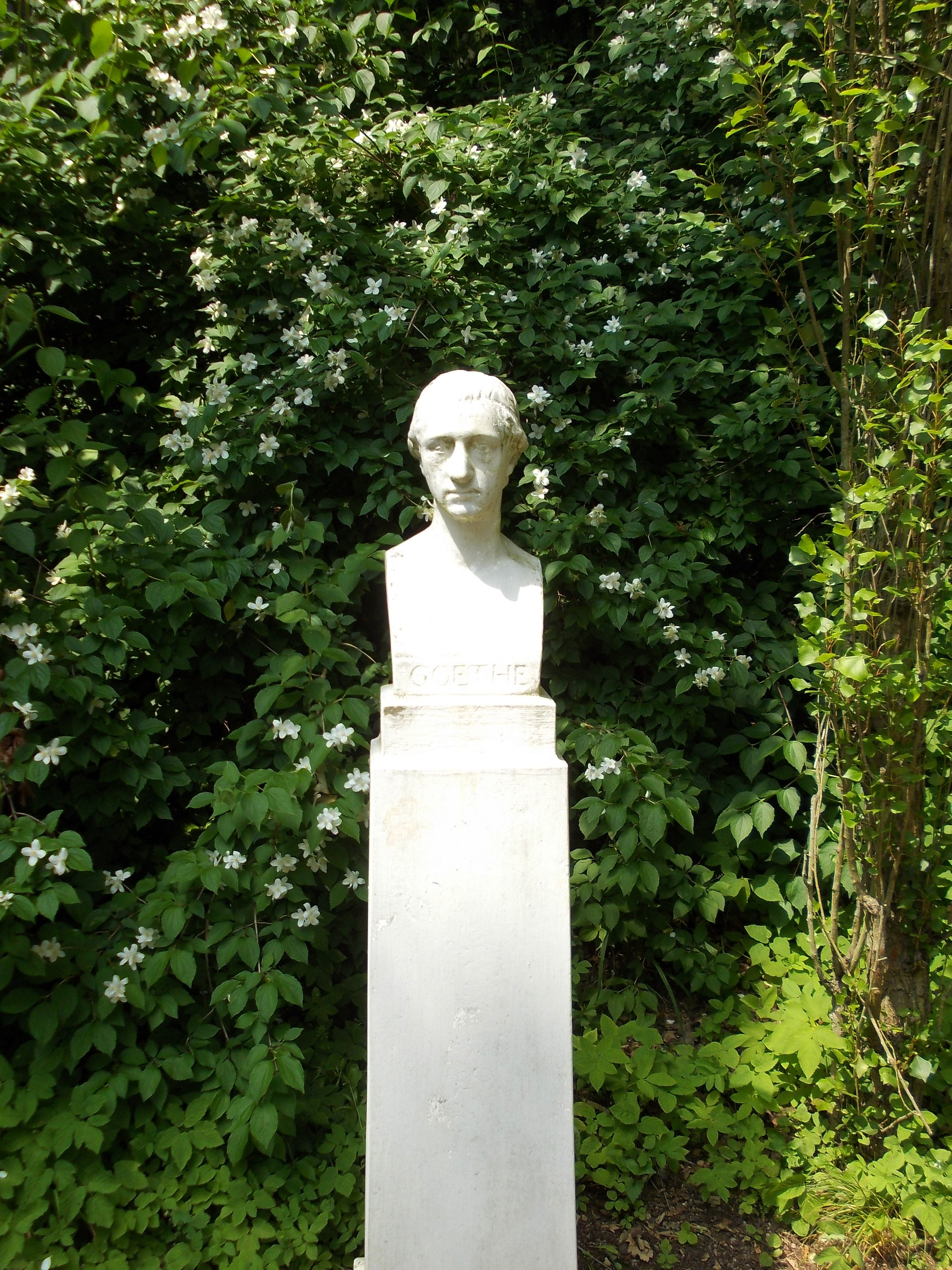
Herme von Goethe
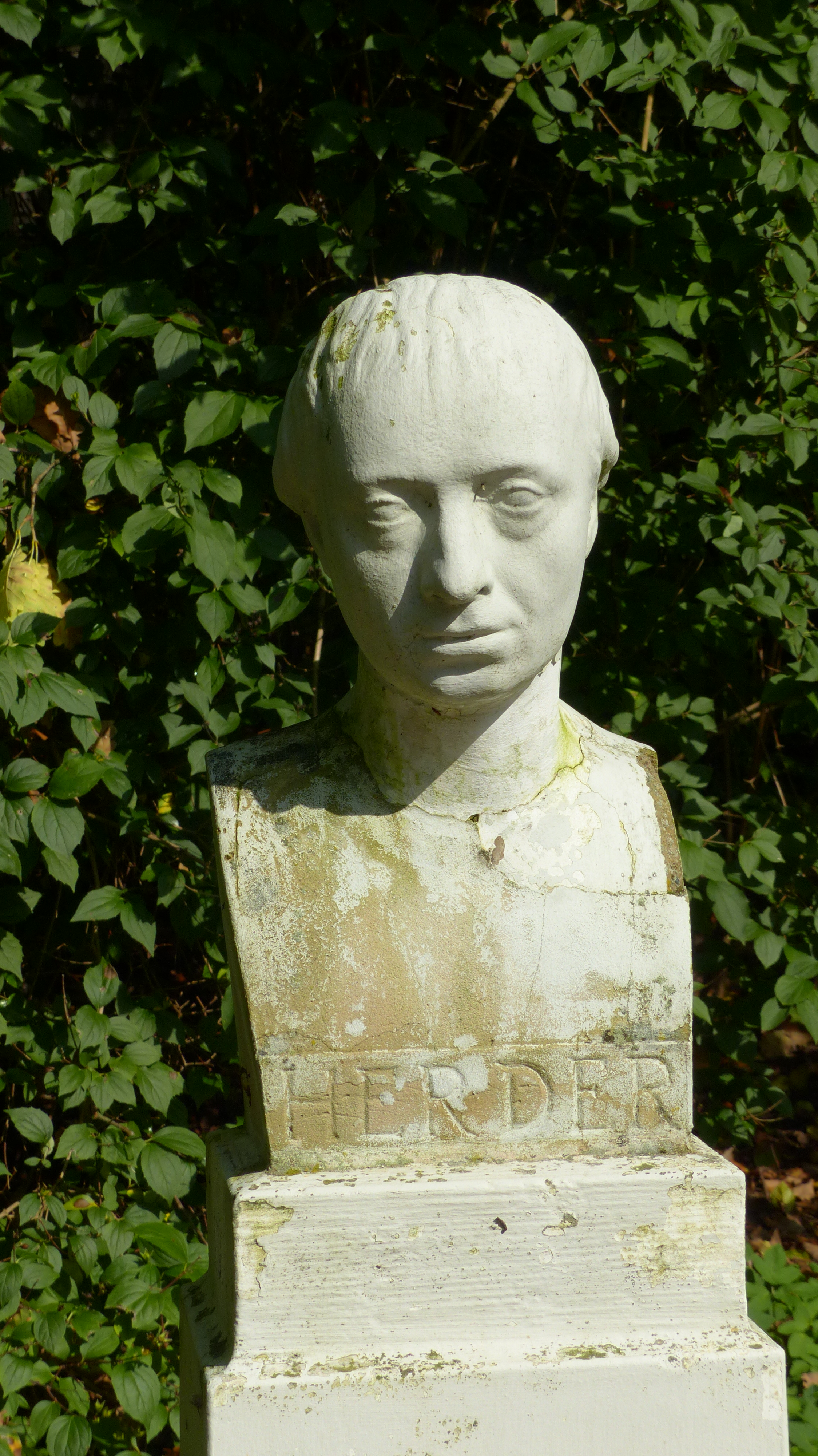
Herme von Herder